# 川治湯元駅
川治湯元駅（かわじゆもとえき）は、栃木県日光市川治温泉川治にある野岩鉄道会津鬼怒川線の駅である。川治温泉街への最寄り駅。

## 歴史
- 1986年（昭和61年）10月9日 - 開業[1][2]。

## 駅構造

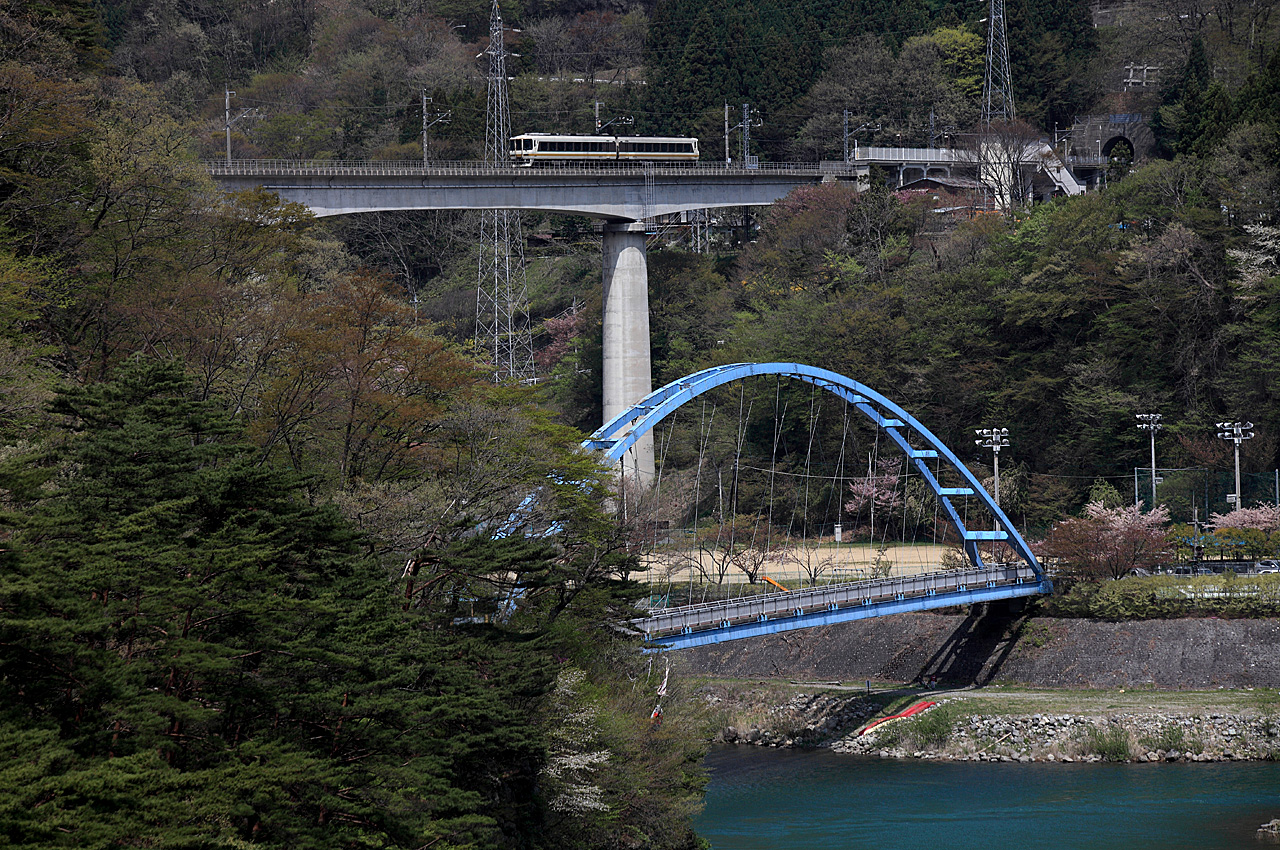
川治湯元駅の立地（右上）

単式ホーム1面1線の高架駅。駅前広場がある。地上とホームを結ぶエレベーターが設置されている。
地上の駅入口に「臨時きっぷうりば」があり、日中時間帯のみ駅係員が配置されている。乗車券発売範囲は、野岩鉄道・東武線連絡・会津鉄道連絡全駅と、会津若松駅。

## 利用状況
2016年度の年間乗車人員は26,747人である。したがって、同年度の一日平均乗車人員は73人である。
近年の年度別乗車人員の推移は下表のとおりである。
| 年度               | 乗車人員 | 一日平均 乗車人員 |
| ------------------ | -------- | ----------------- |
| 2008年（平成20年） | 63,018   | 173               |
| 2009年（平成21年） | 45,070   | 123               |
| 2010年（平成22年） | 37,682   | 103               |
| 2011年（平成23年） | 29,665   | 81                |
| 2012年（平成24年） | 33,837   | 93                |
| 2013年（平成25年） | 27,510   | 75                |
| 2014年（平成26年） | 24,532   | 67                |
| 2015年（平成27年） | 23,981   | 66                |
| 2016年（平成28年） | 26,747   | 73                |

## 駅周辺
- 駅前広場に、名誉駅長かわじいの像が設置されている。
- 鬼怒川
- 国道121号
- 藤原消防署川治分署
- 川治郵便局
- 川治温泉
  - 川治温泉「薬師の湯」
- 川治ダム
- 五十里ダム

## バス路線
| 乗り場         | 系統               | 主要経由地                             | 行先         | 運行事業者   | 備考 |
| -------------- | ------------------ | -------------------------------------- | ------------ | ------------ | ---- |
| 川治湯元駅前   | 湯西川線           | 五十里ダムサイト、湯西川温泉駅         | 湯西川温泉   | 日光交通     |      |
| 川治湯元駅前   | 湯西川線           | 川治温泉、川治温泉駅、鬼怒川公園駅前   | 鬼怒川温泉駅 | 日光交通     |      |
| 川治湯元駅入口 | 鬼怒川温泉女夫渕線 | 日向公民館前、青柳車庫前、川俣温泉     | 女夫渕       | 日光市営バス |      |
| 川治湯元駅入口 | 鬼怒川温泉女夫渕線 | 川治温泉駅前、新藤原駅、鬼怒川公園駅前 | 鬼怒川温泉駅 | 日光市営バス |      |

## 隣の駅
野岩鉄道
■会津鬼怒川線
- ■特急「リバティ会津」停車駅

□快速「AIZUマウントエクスプレス」・■区間快速・■普通
川治温泉駅 - 川治湯元駅 - 湯西川温泉駅